# Hugo Erdmann Müller
Hugo Erdmann Müller (* 15. Oktober 1817; † 13. Februar 1899 in Dresden) war Jurist, Sächsisch-Altenburgischer Geheimrat, Bezirksdirektor und Präsident des Landtages.

## Werdegang
Hugo Erdmann Müller wurde 1817 geboren. Von 1850 bis 1865 war er Direktor des Neustädter Kreises und Bezirksdirektor des V. Verwaltungsbezirkes, von 1852 bis 1894 Mitglied und zeitweise Präsident des Landtages sowie Geheimer Staatsrat in Altenburg. Während seiner Amtszeit setzte er sich persönlich zum Wohle aller Bevölkerungsschichten und verbesserter Lebensbedingungen in Neustadt an der Orla ein. So errichtete er 1853 eine „Kinderbeschäftigungsanstalt“, eröffnete 1856 die höhere Bürgerschule in Neustadt und trug zur Erschließung der Landschaft z. B. durch die Genehmigung der Eröffnung von Gaststätten außerhalb der Stadt bei. Am 2. Januar 1866 wurde er daher zum Ehrenbürger der Stadt Neustadt an der Orla ernannt. Nach seinem Tod 1899 in Dresden wurde aus seinem Erbe die Hugo-Müller-Stiftung gegründet, welche sich weiter für arme Menschen in Neustadt einsetzte.